# Guiné nos Jogos Olímpicos de Verão de 1992
A Guiné competiu nos Jogos Olímpicos de Verão de 1992 em Barcelona, Espanha.

## Resultados por Evento

### Atletismo
100 m masculino
- Soryba Diakité
  - Eliminatórias — 11.10 (→ não avançou)

400 m com barreiras masculino
- Amadou Sy Savane
  - Eliminatórias — 54.26 (→ não avançou)

Salto em distância masculino
- Soryba Diakité
  - Classificatória — não terminou (→ não avançou, sem classificação)